# Walter Koch (acteur)
Pour l’article homonyme, voir Koch.
Walter Koch, né le 13 août 1934 à Munich et mort le 10 mars 2023, est un acteur allemand.

## Biographie
Fils d'un inspecteur administratif en chef, Hermann Koch est en 1947  d'abord jeune animateur pour la Bayerischer Rundfunk. Il obtient des engagements de théâtres munichois tels que le Kammerspiele et le Theater am Gärtnerplatz. Diverses sociétés cinématographiques bavaroises l'amènent devant la caméra et le font interpréter des jeunes hommes de toutes sortes, des rôles de figuration dans des productions de divertissement familiales. Après 1960, Walter Koch est présent dans quelques téléfilms, puis disparaît complètement.

## Filmographie
- 1952 : L'Auberge du Cheval-Blanc
- 1953 : Einmal keine Sorgen haben
- 1954 : La Porteuse de fleurs (de)
- 1954 : L'Ange silencieux
- 1955 : Vater Seidl und sein Sohn (de) (série télévisée, un épisode)
- 1955 : Die Bauernpassion (TV)
- 1955 : Das Forsthaus in Tirol (de)
- 1957 : Vater, unser bestes Stück (de)
- 1957 : Der Edelweißkönig (de)
- 1957 : Les Frénétiques
- 1957 : Voyage en Italie, amour inclus
- 1958 : Ihr 106. Geburtstag
- 1959 : Der Komödienstadel (de), épisode Das Taufessen (TV)
- 1959 : Es gibt immer drei Möglichkeiten (TV)
- 1960 : Eine Frau fürs ganze Leben (de)
- 1962 : Die Flucht (TV)
- 1963 : Das ist die Höhe (TV)
- 1963 : Das Kriminalmuseum, épisode Die Frau im Nerz (TV)
- 1963 : Aus meiner Waldheimat
- 1975 : Hahnenkampf (TV)